# Diego de Chaves
Fray Diego de Chaves (Trujillo, 6 de julio de 1507-21 de junio de 1592), teólogo de la Orden de Predicadores, fue confesor de Felipe II y miembro del Consejo de Estado. 

## Biografía
Hijo de Álvaro Rodríguez de Escobar, caballero de Santiago, y de María de Chaves y Sotomayor, en julio de 1525, con 18 años, profesó en el convento que los dominicos tenían en su ciudad natal. Pronto se trasladó a Salamanca donde estudió Artes y Teología en el convento de San Esteban. Nombrado rector del colegio de Santo Tomás de Sevilla, en 1541, impulsó la implantación en él de las tendencias escolásticas que se enseñaban en la Universidad salmantina, a la que retornó en 1544 al ser elegido lector de Artes. En 1547 sustituyó a Pedro de Soto en la cátedra de Vísperas y en el curso siguiente pasó a desempeñar la de Prima en sustitución de Melchor Cano. Casi simultáneamente obtuvo la licenciatura y el doctorado en Teología por la Universidad de Sigüenza. Intervino en la segunda etapa del Concilio de Trento (1551-1552) como «socius» de Cano, participando en los debates sobre el sacramento de la Penitencia. 
De 1552 a 1555 retornó a sus actividades docentes en Salamanca. En 1555 tomó posesión de la cátedra de Prima en la Universidad de Santiago de Compostela y fue nombrado prior del convento de su orden en Santiago y visitador de Galicia. En 1559 pasó a desempeñar el priorato de Toledo, donde entró en contacto con la Corte. Felipe II le designó en 1563 confesor de su primogénito, el príncipe don Carlos y es posible que lo fuese también de la reina Isabel de Valois poco tiempo antes de su muerte en 1568. 
Viajó de nuevo a Italia en 1572 para participar en el proceso de Bartolomé Carranza, tras haber firmado las calificaciones incriminatorias de los Comentarios sobre el catecismo cristiano (1563) y censurado la traducción al castellano del Catecismo Romano. Concluido el proceso en abril de 1576, regresó a España en el verano de 1577, retirándose al convento de la Vera de Plasencia, pero solo unos meses después, muerto fray Bernardo de Fresneda, fue llamado a la Corte para ocupar la plaza de confesor del rey que aquel dejaba vacante.
Como confesor del rey se ocupó de su institucionalización, estableciendo como una de las funciones del cargo la de ser oído en los nombramientos de cargos eclesiásticos de provisión real, especialmente en el caso de los obispos.
En 1591 Chaves hizo valer la fuerza coercitiva de su cargo al negarse a dar la absolución al rey en tanto mantuviese en su puesto al conde de Barajas, presidente del Consejo de Castilla y objeto de las iras del pueblo, que lo acusaba de corrupción, responsabilizándole del lamentable estado de la justicia.
El cronista Luis Cabrera de Córdoba, al ocuparse de su muerte, aseguraba que había vivido con suma modestia haciendo de su casa auténtica celda monástica, pues solo tenía un cuadro y algunos libros, sin tapicerías ni preseas, tras haber renunciado al arzobispado de Sevilla que se le había ofrecido. También disponía en su celda de algunos papeles de Estado, además de la correspondencia que había mantenido con el rey, que este puso empeño en recuperar inmediatamente después de muerto el fraile. En su testamento de 1597 Felipe II ordenó además que se formase una junta con la misión de quemar estos papeles. La participación del confesor en el proceso de Antonio Pérez y cuanto lo rodeaba, podría dar razón de ese interés.